# Diócesis de Long Xuyên
La diócesis de Long Xuyên (en latín: Dioecesis Longxuyen(sis) y en vietnamita: Giáo phận Long Xuyên) es una circunscripción eclesiástica latina de la Iglesia católica en Vietnam, sufragánea de la arquidiócesis de Ho Chi Minh. La diócesis tiene al obispo Joseph Trân Văn Toàn como su ordinario desde el 23 de febrero de 2019. 

## Territorio y organización

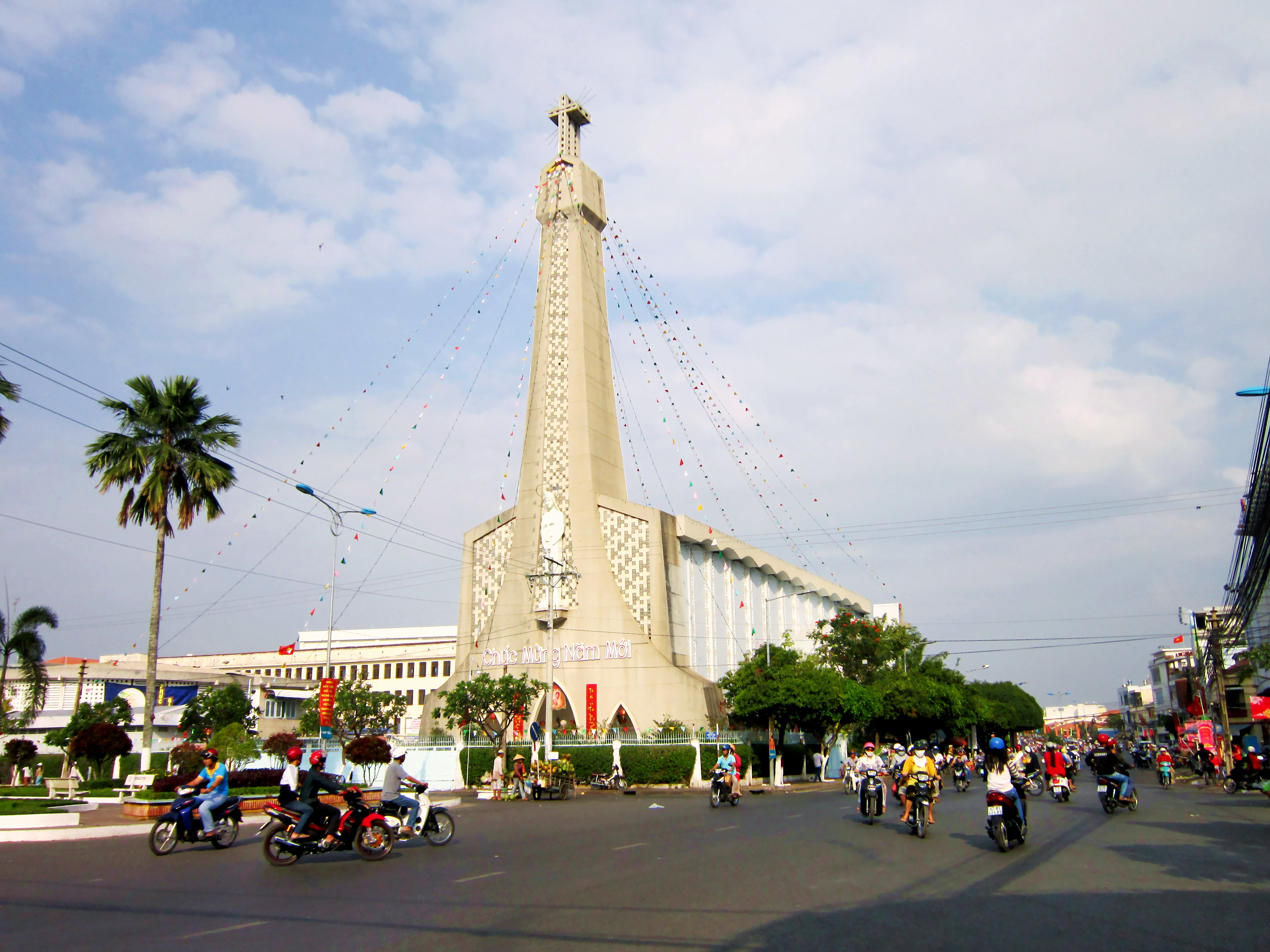
Catedral de la ciudad de Long Xuyen (An Jiang, Vietnam)

La diócesis tiene 10 256 km² y extiende su jurisdicción sobre los fieles católicos de rito latino residentes en las provincias de An Giang y Kiên Giang y en los distritos de Thốt Nốt y Vĩnh Thạnh del municipio de Cần Thơ.
La sede de la diócesis se encuentra en la ciudad de Long Xuyên, en donde se halla la Catedral de la Reina de la Paz.
En 2019 en la diócesis existían 204 parroquias.

## Historia
La diócesis fue erigida el 24 de noviembre de 1960 con la bula Christi mandata del papa Juan XXIII, obteniendo el territorio del vicariato apostólico de Cần Thơ, que a su vez fue elevado a diócesis de Cần Thơ.

## Estadísticas
De acuerdo al Anuario Pontificio 2020 la diócesis tenía a fines de 2019 un total de 236 200 fieles bautizados.
| Año                                                                             | Población            | Población | Población      | Sacerdotes | Sacerdotes    | Sacerdotes    | Bautizados por sacerdote | Diáconos permanentes | Religiosos | Religiosos | Parroquias |
| Año                                                                             | Bautizados católicos | Total     | % de católicos | Total      | Clero secular | Clero regular | Bautizados por sacerdote | Diáconos permanentes | Varones    | Mujeres    | Parroquias |
| ------------------------------------------------------------------------------- | -------------------- | --------- | -------------- | ---------- | ------------- | ------------- | ------------------------ | -------------------- | ---------- | ---------- | ---------- |
| 1970                                                                            | 105 759              | 1 495 017 | 7.1            | 97         | 92            | 5             | 1090                     |                      | 7          | 205        | 144        |
| 1980                                                                            | 200 000              | 2 500 000 | 8.0            | 154        | 148           | 6             | 1298                     |                      | 35         | 278        | 93         |
| 1999                                                                            | 250 000              | 3 670 100 | 6.8            | 181        | 176           | 5             | 1381                     |                      | 23         | 518        | 87         |
| 2000                                                                            | 211 181              | 3 670 000 | 5.8            | 173        | 168           | 5             | 1220                     |                      | 41         | 244        | 87         |
| 2001                                                                            | 215 932              | 3 750 000 | 5.8            | 180        | 175           | 5             | 1199                     |                      | 41         | 220        | 87         |
| 2002                                                                            | 220 842              | 3 944 000 | 5.6            | 188        | 181           | 7             | 1174                     |                      | 45         | 141        | 111        |
| 2003                                                                            | 230 000              | 4 030 000 | 5.7            | 187        | 181           | 6             | 1229                     |                      | 44         | 141        | 113        |
| 2004                                                                            | 234 360              | 3 995 339 | 5.9            | 189        | 183           | 6             | 1240                     |                      | 41         | 140        | 113        |
| 2013                                                                            | 240 000              | 4 834 000 | 5.0            | 251        | 240           | 11            | 956                      |                      | 103        | 345        | 157        |
| 2016                                                                            | 247 000              | 4 174 409 | 5.9            | 275        | 259           | 16            | 898                      |                      | 83         | 367        | 186        |
| 2019                                                                            | 236 200              | 4 420 890 | 5.3            | 305        | 270           | 35            | 774                      |                      | 149        | 466        | 204        |
| Fuente: Catholic-Hierarchy, que a su vez toma los datos del Anuario Pontificio. |                      |           |                |            |               |               |                          |                      |            |            |            |

## Episcopologio
- Michel Nguyên Khác Ngu † (24 de noviembre de 1960-30 de diciembre de 1997 retirado)
- Jean-Baptiste Bui Tuân (30 de diciembre de 1997 por sucesión-2 de octubre de 2003 retirado)
- Joseph Trân Xuân Tiéu (2 de octubre de 2003 por sucesión-23 de febrero de 2019 renunció)
- Joseph Trân Văn Toàn, por sucesión el 23 de febrero de 2019